# Municipio de Grant (condado de Sherman)
El municipio de Grant (en inglés: Grant Township) es un municipio ubicado en el condado de Sherman en el estado estadounidense de Kansas. En el año 2010 tenía una población de 80 habitantes y una densidad poblacional de 0,23 personas por km².

## Geografía
El municipio de Grant se encuentra ubicado en las coordenadas 39°28′6″N 101°57′14″O / 39.46833, -101.95389. Según la Oficina del Censo de los Estados Unidos, el municipio tiene una superficie total de 354.69 km², de la cual 354,61 km² corresponden a tierra firme y (0,02 %) 0,09 km² es agua.

## Demografía
Según el censo de 2010, había 80 personas residiendo en el municipio de Grant. La densidad de población era de 0,23 hab./km². De los 80 habitantes, el municipio de Grant estaba compuesto por el 97,5 % blancos y el 2,5 % eran de una mezcla de razas. Del total de la población el 3,75 % eran hispanos o latinos de cualquier raza.